# Suwanauli
Suwanauli (nepalski: सुवानावाली) – gaun wikas samiti w zachodniej części Nepalu w strefie Bheri w dystrykcie Jajarkot. Według nepalskiego spisu powszechnego z 2001 roku liczył on 409 gospodarstw domowych i 2362 mieszkańców (1133 kobiet i 1229 mężczyzn).